# Michael Iwannek
Michael Iwannek (* 31. Dezember 1963 in Ost-Berlin) ist ein deutscher Synchronsprecher, Hörspielsprecher und Sänger.

## Leben
Iwannek hatte bereits im Alter von sieben bis acht Jahren eine solistische Ausbildung als Sänger. Er nahm an Talentwettbewerben teil, durch diese kam er an die Staatsoper und trat in Fernsehsendungen wie Ein Kessel Buntes, Die goldene Note oder Theo Adam lädt ein auf.
Er begann mit sechzehn Jahren eine Lehre zum Wirtschaftskaufmann der Aufnahmeleitung. Im letzten Jahr kam er durch ein Praktikum zur sogenannten „Bandsynchronisation“ als Aufnahmeleiter und sammelte seine ersten Erfahrungen in der Synchronisation. Dadurch, dass ein Kollege krankheitsbedingt ausfiel, erhielt Iwannek seine ersten Takes in einer Fernsehserie. Durch seine gesanglichen Erfahrungen wurde er oft in Filmen und Serien als Sänger engagiert und arbeitete nebenbei auch als Synchronsprecher. Seine erste größere Rolle erhielt er 1984/1985 nach einem Casting, die er zusammen mit Gerry Wolff sang und synchronisierte, gleichzeitig absolvierte er ein Gesangsstudium.
Iwannek ist umfangreich in der Synchronisation von Filmen, Serien und Videospielen, sowie Hörspielproduktionen tätig. Er ist besonders bekannt als deutscher Stammsprecher von Zach Galifianakis (Hangover-Trilogie), Danny McBride (30 Minuten oder weniger), Donal Logue (Gangster Glam) oder Matthew Perry in Friends. Einem weiteren Publikum ist er als Alien Roger in der Animationsserie American Dad bekannt.
Iwannek lebt in Berlin.

## Synchronarbeiten (Auswahl)
Zach Galifianakis
- 2007: Into the Wild als Kevin
- 2008: Love Vegas als Dave, der Bär
- 2009: Hangover als Alan Garner
- 2009: G-Force – Agenten mit Biss als Ben
- 2010: Stichtag als Ethan Tremblay
- 2011: Hangover 2 als Alan Garner
- 2012: Youth in Revolt als Jerry
- 2012: Die Qual der Wahl als Marty Huggins
- 2012: Tim & Eric’s Billion Dollar Movie als Jim Joe Kelly
- 2013: Hangover 3 als Alan Garner
- 2014: Birdman oder (Die unverhoffte Macht der Ahnungslosigkeit) als Jake
- 2015: Are You Here als Ben Baker
- 2015: Masterminds als David Ghantt
- 2016: Die Jones – Spione von nebenan als Jeff Gaffney

Jon Favreau
- 2009: Trauzeuge gesucht! als Barry
- 2010: Iron Man 2 als Happy Hogan
- 2013: Iron Man 3 als Happy Hogan
- 2014: Kiss the Cook – So schmeckt das Leben! als Carl Casper
- 2017: Spider-Man: Homecoming als Happy Hogan
- 2019: Avengers: Endgame als Happy Hogan
- 2019: Spider-Man: Far From Home als Happy Hogan
- 2021, 2023: What If…? als Happy Hogan
- 2021: Spider-Man: No Way Home als Happy Hogan
- 2024: Deadpool & Wolverine als Happy Hogan

Chris Tallman
- 2010: Miami Medical (Fernsehserie) als Sam Seaver
- 2012: Bones – Die Knochenjägerin (Fernsehserie) als Connor Trammel
- 2014–2018: Die Thundermans (Fernsehserie) als Hank Thunderman
- 2015: Voll Vergeistert (Fernsehserie) als Hank Thunderman
- 2017: Nickelodeons Eher kein Valentins-Special als Carl / Groom / Ansager
- 2017: Nickelodeons Super Sommercamp Special als Carl
- 2024: Rückkehr der Thundermans als Hank Thunderman

Wataru Takagi
- 1999: Detektiv Conan – Der Magier des letzten Jahrhunderts als Genta Kojima
- 2005: Detektiv Conan: Das Komplott über dem Ozean als Genta Kojima
- 2006: Detektiv Conan (Fernsehserie) als Genta Kojima
- 2016: Detektiv Conan – Das Verschwinden des Conan Edogawa als Genta Kojima
- 2018: Batman Ninja als Joker

Donal Logue
- 2000: Practice – Die Anwälte (Fernsehserie) als Richard „Dickie“ Flood
- 2002–2007: Keine Gnade für Dad (Fernsehserie) als Sean Finnerty
- 2004–2006: Emergency Room – Die Notaufnahme (Fernsehserie) als Chuck Martin
- 2005: Solange du da bist als Jack Houriskey
- 2015–2019: Gotham (Fernsehserie) als Harvey Bullock

Matthew Perry
- 1996–2005: Friends (Fernsehserie) als Chandler Bing
- 1997: Fools Rush In – Herz über Kopf als Alex Whitman
- 2013: Go On (Fernsehserie) als Ryan King

Danny McBride
- 2011: 30 Minuten oder weniger als Dwayne
- 2011: Your Highness als Thadeous
- 2013: Das ist das Ende als Danny McBride

### Filme
- 1994: Auf Ehre und Gewissen – Ice Cube als Teddy Woods
- 1996: Twister – Todd Field als Tim „Beltzer“ Lewis
- 1998: The Players Club – Ice Cube als Reggie
- 2001: Pearl Harbor – Michael Shannon als Gooz
- 2003: Fluch der Karibik – Martin Klebba als Marty
- 2005: Sahara – Abenteuer in der Wüste – Rainn Wilson als Rudi Gunn
- 2006: Pirates of the Caribbean – Fluch der Karibik 2 – Martin Klebba als Marty
- 2008: Sex and the City – Der Film – Mario Cantone als Anthony Marentino
- 2008: All in – Alles oder nichts – J. D. Evermore als Tex Button
- 2008: Indiana Jones und das Königreich des Kristallschädels – Neil Flynn als Agent Smith
- 2009: Ice Age 3 – Die Dinosaurier sind los – Simon Pegg als Wiesel Buck
- 2009: Die Nackte Wahrheit – Austin Winsberg als KPQU Joe
- 2009: Fast & Furious – Neues Modell. Originalteile. – Wilmer Calderon als Tash
- 2010: Batman: Under the Red Hood – John DiMaggio als Joker
- 2011: Planet der Affen: Prevolution – David Oyelowo als Steven Jacobs
- 2011: Happy New Year – Sean O’Bryan als Pastor Edwin
- 2011: Der Zoowärter – Nicholas Turturro als Manny
- 2011: Bad Teacher – Eric Stonestreet als Kirk
- 2014: Kite – Engel der Rache – Jody Abrahams als Henrik Pillay
- 2015: Der Kaufhaus Cop 2 – Nicholas Turturro als Nick Manero
- 2016: Ice Age 5 – Kollision voraus! – Simon Pegg als Wiesel Buck
- 2016: Ein ganzes halbes Jahr – Brendan Coyle als Bernard Clark
- 2017: Monsieur Pierre geht online
- 2019: Gemini Man – Ilia Volok als Yuri Kovacs
- 2020: The Grudge – Joel Marsh Garland als Detective Greco
- 2020: Bad Boys for Life – Ivo Nandi als Carver Remy
- 2020: Greyhound – Schlacht im Atlantik – David Maldonado als Dr. Temme
- 2022: Ice Age – Die Abenteuer des Buck Wild – Simon Pegg als Buck Wild
- 2023: Leo – Jason Alexander als Jaydas Vater
- 2024: Beverly Hills Cop: Axel F – Luis Guzmán als Chalino Valdemoro

### Serien
- 1996–1997: Mighty Ducks – Das Powerteam für Ian Ziering als Wildwing
- 1996–2002: Star Trek: Raumschiff Voyager für Garrett Wang als Fähnrich Harry Kim
- 1996–2003: Akte X – Die unheimlichen Fälle des FBI für Nicholas Lea als Alex Krycek
- 1996–2006: JAG – Im Auftrag der Ehre für Patrick Labyorteaux als Bud J. Roberts Jr.
- 2003–2016: CSI: Den Tätern auf der Spur für Wallace Langham als David Hodges
- 2004: Winx Club für Josh Keaton als Valtor
- 2004–2011: The Shield – Gesetz der Gewalt für Michael Chiklis als Detective Victor Samuel „Vic“ Mackey
- 2005–2007: Desperate Housewives für Currie Graham als Ed Ferrara
- seit 2006: American Dad für Seth MacFarlane als Roger
- 2007–2008: Digimon Data Squad für Taiten Kusunoki als Commander Sampson
- 2008: Dexter für Malcolm-Jamal Warner als Ritas Anwalt
- 2008–2009: The Spectacular Spider-Man für Benjamin Diskin als Eddie Brock/Venom
- 2008–2009: Knight Rider 2008 für Yancey Arias als Alex Torres
- 2008–2011: Kommissar Rex für Kaspar Capparoni als Lorenzo Fabbri
- 2008–2012: Flashpoint – Das Spezialkommando für Hugh Dillon als Ed Lane
- 2009–2013: 30 Rock für Scott Adsit als Pete Hornberger
- 2010–2016: Downton Abbey für Brendan Coyle als John Bates
- 2010–2016: Mike & Molly für Billy Gardell als Michael „Mike“ Biggs
- 2010/2012/2016: Grey’s Anatomy für Robert Baker als Dr. Charles Percy
- 2011: Glee für Patrick Gallagher als Ken Tanaka
- 2011–2014: Die fantastische Welt von Gumball für Dan Russell als Richard Watterson
- 2013–2016: The Walking Dead für Michael Cudlitz als Sgt. Abraham Ford
- 2014–2015: The Last Ship für Sam Spruell als Quincy Tophet
- 2015–2020: Empire für Terrence Howard als Lucious Lyon
- 2017–2024: Young Sheldon für Lance Barber als George Cooper Sr.
- 2018–2020: BoJack Horseman für Isiah Whitlock, Jr. als What Time Is It Right Now CEO
- 2020: Treadstone für Ian Davies als Mike
- 2022: Cyberpunk: Edgerunners als Pilar

### Videospiele
- 2018: Assassin’s Creed Odyssey

- 2020: Assassin’s Creed Valhalla
- 2023: Assassin’s Creed Mirage
- 2023: Mario + Rabbids Sparks of Hope als Phantom

## Hörspiele (Auswahl)
- Der Grinch - Das Original-Hörspiel zum Kinofilm, Edel:Kids Verlag (Der Grinch (2018))
- 2020: Unfair!. Das Original-Hörspiel zur TV-Serie (Das Dschungelbuch (3D-Animationsserie)), ZDFE.junior & Audible